# 米納瓦鎮區 (愛荷華州馬歇爾縣)
米納瓦鎮區（英語：Minerva Township）是位於美國愛荷華州馬歇爾縣的一個行政鎮區。

## 地方資料
根據2010年美國人口普查的數據，米納瓦鎮區的面積為92.80平方千米，當中陸地面積為92.42平方千米，而水域面積為0.38平方千米。當地共有人口458人，而人口密度為每平方千米4.94人。